# Joseph Marco
Joseph o José Marco (fl. 1747-1751) fue un compositor y maestro de capilla español.

## Vida
No se conoce prácticamente nada de la vida de Marco, aunque Muneta especula con que fuese originario de la provincia de Teruel. La Gran Enciclopedia Aragonesa lo hace originario de Carcagente y arpista.
Entre los datos que se conocen están que fue clérigo tonsurado (primera tonsura) y , ya en la Catedral de Albarracín, fue sochantre, cuya función era el canto litúrgico. Además, ayudaba a la capilla de música como bajo. Del predecesor de Marco en el magisterio lobetano, Francisco Ximeno, no hay noticias en las actas capitulares, por lo que la fecha exacta y las razones de partida del cargo son desconocidas. Debió partir hacia 1747 a la Colegiata de Berlanga de Duero para ocupar el magisterio, ya que el cabildo de Albarracín nombra a Marco para el magisterio el 1 de diciembre de 1747.
Así, Joseph Marco, por oposición o designación directa, se hizo cargo del magisterio de la Catedral de Albarracín el 2 de marzo de 1748. No hay noticias de su tiempo en la metropolitana, que tuvo que ser relativamente corto, ya que el 4 de mayo de 1751 se nombraba a su sucesor, José Moreno y Polo, maestro de capilla. La única mención en la actas capitulares es del 1 de abril de 1748, por el «cuidado que ha tenido de los infantes en el tiempo que no han tenido maestro» mosén Marco, que era sochantre.
Se desconoce su evolución posterior y su lugar y fecha de fallecimiento.

## Obra
En los tres años en los que Marco ocupó el cargo, compuso nada menos que 27 obras policorales y con acompañamiento de violines y otros instrumentos. Entre sus composiciones más importantes están una misa a siete voces, 8 lamentaciones para Semana Santa y 14 villancicos.
Como ejemplo, Muneta presenta un villancico de Joseph Marco:

A la entrada del Portal,

Están en Belén sonando

La guitarra y el violín

De dos ciegos valencianos.

Zagales gozosos,

Pastores ufanos,

A oír la tonada

De los valencianos.

Primero que nada

Se sueltan los chavos,

A pagar por todos

El Niño ha bajado.

Pues templa segura,

Da tono, Carlos:

Tin tin ti rin tin,

Que ya vemos templado,

Pues va de tonillo

Que a un Dios humanado,

Le canten dos ciegos,

Su vida y milagros [...]